# 日本の笑顔
『日本の笑顔』（にほんのえがお）は、ヒカシューの8枚目のジャンボシングル。1984年に自主レーベル「スピノザ」より発売。
ジャケットは、海岸に佇む2人のメンバーの写真。

## 収録曲
1. 日本の笑顔
  - 作詞：巻上公一／作曲：井上誠／編曲：ヒカシュー
2. キリンという名のCAFE
  - 作詞：巻上公一／作曲：海琳正道／編曲：ヒカシュー
3. 波
  - 作詞：巻上公一／作曲：海琳正道／編曲：ヒカシュー
4. 太陽と水すまし
  - 作詞：巻上公一／作曲：坂出雅海／編曲：ヒカシュー